# Theo Ratliff
Theophilus Curtis "Theo" Ratliff (Demopolis, Alabama, 17 de abril de 1973) es un exjugador de baloncesto estadounidense que disputó 16 temporadas de la NBA. Con 2,08 metros de estatura, jugaba en la posición de pívot.

## Trayectoria deportiva

### Universidad
Ratliff jugó al baloncesto para los Cowboys de la Universidad de Wyoming, donde fue nombrado en el mejor quinteto de la Western Athletic Conference en su última temporada universitaria y en dos ocasiones en el quinteto defensivo de la WAC. Finalizó su carrera en los Cowboys con 425 tapones, la segunda mejor marca en la historia de la NCAA detrás de los 453 de Alonzo Mourning, y siendo uno de los cinco jugadores capaces de terminar su periplo universitario taponando 400 o más tiros. Además, posee el tercer mejor promedio de tapones en una temporada con 3.83 por partido por detrás de David Robinson (5.24) y Shaquille O'Neal (4.58). Ratliff finalizó décimo en rebotes y decimoquinto en anotación en la historia de Wyoming y fue miembro de la selección norteamericana que disputó el campeonato del mundo sub-22.

### NBA

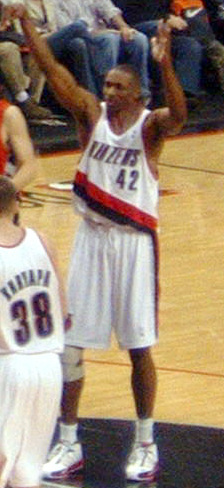
Ratliff con Portland en 2006.

Fue seleccionado en la 18.ª posición del Draft de 1995 por Detroit Pistons. En su primera campaña en la liga, lideró a los Pistons en tapones con 116 y 1.55 por partido, finalizando el 19º en la NBA. Además, promedió 4.5 puntos, 4 rebotes y 17.4 minutos de juego en 75 partidos. En su segunda temporada, lideró a su equipo en tapones por segundo año consecutivo, esta vez promediando 1.46 por noche. 
Durante la temporada 1997-98, fue traspasado a Philadelphia 76ers junto con Aaron McKie y una primera ronda de draft condicional por Jerry Stackhouse y Eric Montross. En los Sixers jugó tres temporadas, llegando a ser elegido para disputar el All-Star Game de 2001, aunque no pudo jugar por lesión. Esa campaña fue la mejor de Ratliff en su carrera, promediando 12.4 puntos y 8.3 rebotes en 50 partidos y llegando los 76ers a las Finales de la NBA. Antes de playoffs, un lesionado Ratliff fue traspasado a Atlanta Hawks junto con Toni Kukoč, Nazr Mohammed y Pepe Sánchez por Dikembe Mutombo y Roshown McLeod. 
En la temporada 2001-02 solo pudo jugar 3 partidos por lesión, pero al año siguiente, ya recuperado, taponó 262 tiros y disputó 81 partidos. El 9 de febrero de 2004, los Hawks le enviaron a Portland Trail Blazers con Shareef Abdur-Rahim y Dan Dickau a cambio de Rasheed Wallace y Wesley Person. En los Blazers pasó dos temporadas y media, terminando la temporada 2003-04 con un promedio de 3.6 tapones por partido (4.4 en los 32 encuentros que jugó en los Blazers). El 28 de junio de 2006 volvió a ser traspasado esta vez a Boston Celtics con su compañero de equipo Sebastian Telfair y una segunda ronda del draft de 2008 por Dan Dickau, Raef LaFrentz y los derechos de Randy Foye.
En verano de 2007 fue traspasado a Minnesota Timberwolves en el intercambio que enviaba a Kevin Garnett a Boston Celtics tras 12 años en la franquicia. Fichó el 4 de marzo de 2008 por Detroit Pistons tras ser cortado previamente por los Timberwolves, lo que significaba su segunda etapa en la franquicia de Míchigan.
En agosto de 2008 regresa a los Sixers, firmando por un año y 1,4 millones de dólares, el mínimo estipulado por convenio para jugadores veteranos. En julio de 2009 ficha por San Antonio Spurs. El 18 de febrero de 2010 fue traspasado a Charlotte Bobcats a cambio de una segunda ronda protegida del draft de 2016.
Ratliff firmó con Los Angeles Lakers un contrato de un año el 22 de julio de 2010. En el mes de diciembre de 2011 anunció que se retiraba definitivamente de las canchas de juego.

## Estadísticas de su carrera en la NBA
|  | Líder de la liga |

### Temporada regular
| Año     | Equipo       | PJ  | PT  | MPP  | %TC  | %3P  | %TL  | RPP | APP | ROB | TPP | PPP  |
| ------- | ------------ | --- | --- | ---- | ---- | ---- | ---- | --- | --- | --- | --- | ---- |
| 1995–96 | Detroit      | 75  | 2   | 17.4 | .557 | .000 | .708 | 4.0 | .2  | .2  | 1.5 | 4.5  |
| 1996–97 | Detroit      | 76  | 38  | 17.0 | .531 | .000 | .698 | 3.4 | .2  | .4  | 1.5 | 5.8  |
| 1997–98 | Detroit      | 24  | 12  | 24.4 | .514 | .000 | .683 | 5.0 | .6  | .5  | 2.3 | 6.5  |
| 1997–98 | Philadelphia | 58  | 55  | 32.1 | .512 | .000 | .706 | 7.3 | .7  | .7  | 3.5 | 11.2 |
| 1998–99 | Philadelphia | 50  | 50  | 32.5 | .470 | .000 | .725 | 8.1 | .6  | .9  | 3.0 | 11.2 |
| 1999–00 | Philadelphia | 57  | 56  | 31.5 | .503 | .000 | .771 | 7.6 | .6  | .6  | 3.0 | 11.9 |
| 2000–01 | Philadelphia | 50  | 50  | 36.0 | .499 | .000 | .760 | 8.3 | 1.2 | .6  | 3.7 | 12.4 |
| 2001–02 | Atlanta      | 3   | 2   | 27.3 | .500 | .000 | .545 | 5.3 | .3  | .3  | 2.7 | 8.7  |
| 2002–03 | Atlanta      | 81  | 81  | 31.1 | .464 | .000 | .720 | 7.5 | .9  | .7  | 3.2 | 8.7  |
| 2003–04 | Atlanta      | 53  | 52  | 31.1 | .458 | .000 | .653 | 7.2 | 1.0 | .6  | 3.1 | 8.3  |
| 2003–04 | Portland     | 32  | 31  | 31.8 | .540 | .000 | .629 | 7.3 | .6  | .8  | 4.4 | 7.3  |
| 2004–05 | Portland     | 63  | 45  | 27.5 | .447 | .000 | .692 | 5.3 | .5  | .4  | 2.5 | 4.8  |
| 2005–06 | Portland     | 55  | 19  | 23.7 | .571 | .000 | .651 | 5.1 | .5  | .3  | 1.6 | 4.9  |
| 2006–07 | Boston       | 2   | 2   | 22.0 | .333 | .000 | .750 | 3.5 | .0  | .5  | 1.5 | 2.5  |
| 2007–08 | Minnesota    | 10  | 6   | 21.4 | .511 | .000 | .680 | 3.9 | .7  | .3  | 1.9 | 6.3  |
| 2007–08 | Detroit      | 16  | 3   | 13.9 | .450 | .000 | .667 | 3.1 | .4  | .2  | 1.1 | 3.0  |
| 2008–09 | Philadelphia | 46  | 0   | 12.6 | .531 | .000 | .600 | 2.8 | .2  | .4  | 1.0 | 1.9  |
| 2009–10 | San Antonio  | 21  | 3   | 8.7  | .444 | .000 | .500 | 1.9 | .4  | .1  | .9  | 1.6  |
| 2009–10 | Charlotte    | 28  | 26  | 22.3 | .466 | .000 | .783 | 4.2 | .6  | .3  | 1.5 | 5.1  |
| 2010-11 | L.A. Lakers  | 10  | 0   | 7.0  | .167 | .000 | .000 | 1.3 | .3  | .2  | .5  | .2   |
| Total   | Total        | 810 | 533 | 25.5 | .496 | .000 | .710 | 5.7 | .6  | .5  | 2.4 | 7.2  |

### Playoffs
| Año     | Equipo       | PJ | PT | MPP  | %TC  | %3P  | %TL  | RPP | APP | ROB | TPP | PPP  |
| ------- | ------------ | -- | -- | ---- | ---- | ---- | ---- | --- | --- | --- | --- | ---- |
| 1995–96 | Detroit      | 1  | 0  | 4.0  | .000 | .000 | .000 | .0  | .0  | .0  | .0  | .0   |
| 1996–97 | Detroit      | 3  | 0  | 6.0  | .750 | .000 | .500 | 1.3 | .3  | .3  | 1.3 | 2.7  |
| 1998–99 | Philadelphia | 7  | 7  | 29.1 | .465 | .000 | .579 | 7.3 | .9  | .7  | 2.6 | 7.3  |
| 1999–00 | Philadelphia | 10 | 10 | 37.4 | .475 | .000 | .723 | 7.9 | .9  | 1.0 | 3.0 | 13.0 |
| 2007–08 | Detroit      | 12 | 0  | 10.9 | .500 | .000 | .500 | 2.3 | .1  | .1  | .9  | 1.3  |
| 2008–09 | Philadelphia | 6  | 0  | 15.7 | .818 | .000 | .500 | 3.8 | .0  | .2  | .7  | 3.3  |
| 2009–10 | Charlotte    | 4  | 4  | 11.8 | .375 | .000 | .500 | .8  | .3  | .5  | .0  | 1.8  |
| 2010–11 | L.A. Lakers  | 1  | 0  | 1.0  | .000 | .000 | .000 | 1.0 | .0  | .0  | .0  | .0   |
| Total   | Total        | 44 | 21 | 19.8 | .497 | .000 | .643 | 4.3 | .4  | .4  | 1.5 | 5.3  |